# Leptonema
Leptonema es un género de plantas con flores perteneciente a la familia Phyllanthaceae. Consiste en cinco especies.